# Lista över fornlämningar i Kristianstads kommun (Östra Vram)
Lista över fornlämningar i Kristianstads kommun (Östra Vram) är en förteckning av ett urval av de fornlämningar som finns i Östra Vram i Kristianstads kommun.
| Namn                           | Lämningstyp                 | Tillkomsttid | Historisk indelning | Plats | Läge                 | ID-nr          | Bild                                 |
| ------------------------------ | --------------------------- | ------------ | ------------------- | ----- | -------------------- | -------------- | ------------------------------------ |
| Östra Vram 1:1                 | Hög                         |              | Östra Vram, Skåne   |       | 55.925527, 14.007492 | 10117100010001 | Ladda upp en bild av detta fornminne |
| Östra Vram 2:1                 | Hög                         |              | Östra Vram, Skåne   |       | 55.939679, 14.040294 | 10117100020001 | Ladda upp en bild av detta fornminne |
| Östra Vram 4:1                 | Grav markerad av sten/block |              | Östra Vram, Skåne   |       | 55.935955, 14.039184 | 10117100040001 | Ladda upp en bild av detta fornminne |
| Östra Vram 5:1                 | Stensättning                |              | Östra Vram, Skåne   |       | 55.930208, 14.035740 | 10117100050001 | Ladda upp en bild av detta fornminne |
| Östra Vram 6:1                 | Hög                         |              | Östra Vram, Skåne   |       | 55.943875, 14.007707 | 10117100060001 | Ladda upp en bild av detta fornminne |
| Östra Vram 8:1                 | Stenkammargrav              |              | Östra Vram, Skåne   |       | 55.931513, 14.006396 | 10117100080001 | Ladda upp en bild av detta fornminne |
| Bahua Stenar (Östra Vram 11:1) | Grav markerad av sten/block |              | Östra Vram, Skåne   |       | 55.931563, 14.000884 | 10117100110001 | Ladda upp en bild av detta fornminne |
| Bahua Stenar (Östra Vram 11:2) | Grav markerad av sten/block |              | Östra Vram, Skåne   |       | 55.931463, 14.000875 | 10117100110002 | Ladda upp en bild av detta fornminne |
| Östra Vram 28:1                | Hög                         |              | Östra Vram, Skåne   |       | 55.931276, 14.011579 | 10117100280001 | Ladda upp en bild av detta fornminne |
| Östra Vram 31:1                | Hög                         |              | Östra Vram, Skåne   |       | 55.932080, 14.020361 | 10117100310001 | Ladda upp en bild av detta fornminne |
| Östra Vram 46:1                | Stensättning                |              | Östra Vram, Skåne   |       | 55.932717, 14.035450 | 10117100460001 | Ladda upp en bild av detta fornminne |
| Östra Vram 46:2                | Stensättning                |              | Östra Vram, Skåne   |       | 55.932182, 14.035390 | 10117100460002 | Ladda upp en bild av detta fornminne |
| Östra Vram 48:1                | Hög                         |              | Östra Vram, Skåne   |       | 55.929621, 14.038229 | 10117100480001 | Ladda upp en bild av detta fornminne |
| Östra Vram 48:2                | Hög                         |              | Östra Vram, Skåne   |       | 55.929873, 14.037958 | 10117100480002 | Ladda upp en bild av detta fornminne |
| Östra Vram 51:1                | Hög                         |              | Östra Vram, Skåne   |       | 55.924114, 14.019364 | 10117100510001 | Ladda upp en bild av detta fornminne |